# Eddie Van Halen
Edward Lodewijk "Eddie" Van Halen (Amesterdão, 26 de janeiro de 1955 — Santa Mônica, 6 de outubro de 2020) foi um guitarrista, compositor e produtor musical estadunidense, nascido nos Países Baixos. Fundou, junto com seu irmão Alex Van Halen a banda de hard rock Van Halen.
Amplamente considerado um dos maiores guitarristas de todos os tempos, Eddie Van Halen ajudou a popularizar a técnica de solo de guitarra conhecida como tapping, que permite que arpejos rápidos fossem tocados com as duas mãos no braço da guitarra.

## Biografia
Nascido em Amsterdã, Holanda, Edward Lodewijk Van Halen é filho de Jan Van Halen e Eugenia Van Halen (née van Beers). Jan Van Halen era um clarinetista, saxofonista e pianista holandês, e Eugenia Van Halen era descendente de Indonésios, provenientes de Rangkasbitung, na ilha de Java. O nome do meio de Eddie Van Halen, "Lodewijk", é o equivalente holandês de "Ludwig"; ele foi nomeado em homenagem ao compositor Ludwig van Beethoven. (Van Halen, mais tarde, continuou a tradição de nomear filhos com nomes de compositores quando nomeou seu filho, Wolfgang Van Halen, em homenagem ao compositor Wolfgang Amadeus Mozart.)
Em fevereiro de 1962, a família Van Halen mudou-se dos Países Baixos para os Estados Unidos, estabelecendo-se em Pasadena, Califórnia. Tanto Eddie quanto seu irmão mais velho, Alex Van Halen, são cidadãos norte-americanos naturalizados. Os irmãos aprenderam a tocar piano quando crianças a partir dos seis anos de idade. Eles se mudaram de Pasadena para San Pedro para estudar com um professor idoso, Stasys (Stanley) Kalvaitis , que lhes ensinou piano clássico. Embora eles odiassem, eles continuaram para evitar o castigo imposto pela mãe caso eles se recusassem a ir.
Van Halen revelou em uma entrevista que ele nunca foi capaz de ler música. Em vez disso, ele aprendeu assistindo e ouvindo. Nos recitais de Bach ou Mozart, ele improvisava. De 1964 a 1967, ele conquistou o primeiro lugar na competição anual de piano realizada no Long Beach City College. Depois, os juízes comentaram que ele tinha uma interpretação interessante da peça clássica. A visão de Van Halen foi: "O quê? Eu pensei que estava tocando corretamente!" No entanto, de acordo com uma entrevista, tocar piano não se mostrou um desafio ou interessante para ele.  Consequentemente, enquanto Alex começou a tocar guitarra, Eddie comprou um kit de bateria e começou a praticar por horas todos os dias.
Após Eddie ouvir o desempenho de Alex no solo de bateria de The Surfaris na canção "Wipe Out", ele decidiu mudar de instrumento e começou a aprender a tocar guitarra. De acordo com Eddie, quando adolescente, ele costumava praticar enquanto passeava em casa com a guitarra amarrada ou sentado em seu quarto por horas com a porta trancada.
Eddie e Alex formaram sua primeira banda com outros três garotos, chamando-se The Broken Combs, tocando na hora do almoço na Hamilton Elementary School em Pasadena, onde Eddie estava na quarta série. Eddie disse mais tarde que foi quando sentiu pela primeira vez o desejo de se tornar um músico profissional.
Eddie descreveu "I'm So Glad" do supergrupo Cream, no Goodbye Cream como "alucinante".  Ele uma vez afirmou ter aprendido quase todos os solos de Eric Clapton na banda "nota por nota". "Eu sempre disse que Eric Clapton era minha principal influência", disse Van Halen, "mas Jimmy Page era na verdade mais do jeito que eu sou, de uma maneira imprudente e largada".
Em 1980, conheceu a atriz Valerie Bertinelli após um show em Shreveport. Os dois se casaram um ano depois, e tiveram um filho em 1991, Wolfgang Van Halen. Os dois se separaram em 2001, concluindo o divórcio em 2007. Em 2009, se casou pela segunda vez, com a atriz e dublê Janie Liszewski, que trabalhava com a publicidade da banda. Seu irmão Alex, um pastor credenciado, realizou o segundo casamento.

## Carreira
No início da carreira, Eddie tocava bateria e teclado e Alex tocava guitarra e estudava teclado. Com o tempo Alex ficou melhor que Eddie na bateria, e Eddie passou a treinar guitarra, o superando.
Eddie é um dos guitarristas mais aclamados da história, recebendo diversas honrarias e menções pelas mais variadas revistas especializadas no assunto. Foi eleito o melhor guitarrista de todos os tempos, por uma votação promovida pela revista Guitar World, que contou com quase 500 mil votos. Ele também ocupa a 8ª colocação na lista dos 100 maiores guitarristas de todos os tempos pela revista Rolling Stone e a 7º posição na lista da Gibson dos 50 melhores guitarristas de todos os tempos.

### Trabalhos além do Van Halen
Em 1976, Eddie e seu irmão Alex gravaram três demos com o baixista do Kiss, Gene Simmons. "Christine Sixteen", "Tunnel of Love" e "Got Love For Sale" foram gravados e acabaram no box set do Gene de 2017, The Vault.
Em 1978, ele tocou em "Can't Get Away From You", que foi apresentado no primeiro álbum de Nicolette Larson, Nicolette. Ed não é creditado.
Em 1982, ele tocou o solo de guitarra em  "Beat It", do álbum Thriller, de Michael Jackson, que gravou juntamente com o guitarrista Steve Lukather.
Em 1983, ele tocou guitarra e fez vocais de apoio no álbum solo de Brian May, Star Fleet Project.
Em 1984, Eddie e David Lee Roth foram apresentados na introdução de um videoclipe de Frank Sinatra chamado "L.A. Is My Lady".
Em setembro de 1984, ele gravou uma música solo chamada "Donut City" para o filme The Wild Life.
Em 1985, gravou um breve solo para Back to the Future, na cena em que Marty McFly toca uma fita marcada "Eddie Van Halen".
Em 1987, ele tocou baixo no álbum solo de Sammy Hagar, I Never Said Goodbye. Ele também fez um solo de guitarra na faixa "Eagles Fly".
Em 1994, ele co-escreveu o riff de uma música com os membros do Black Sabbath Tony Martin, Tony Iommi e Geezer Butler, chamada "Evil Eye" no álbum Cross Purposes, mas ele não foi creditado devido a restrições da gravadora.
Em 1996, ele e seu irmão, Alex, gravaram o instrumental "Respect the Wind" para o filme Twister, que também teve uma música do Van Halen, "Humans Being".
Em 1998, ele tocou o solo de guitarra na canção de Roger Waters "Lost Boys Calling" para a trilha sonora de The Legend of 1900.
Em 2003 ele gravou "Joy to the World" com o guitarrista Steve Lukather, para o álbum natalino Santamental.
Em 2005, ele tocou com o tecladista David Garfield no cover de Jimi Hendrix "If Six Was Nine", para o álbum The State of Things.
Em 2006, gravou duas novas faixas instrumentais ("Rise" e "Catherine") que estreou em um filme pornográfico intitulado Sacred Sin. O longa foi dirigido pelo conhecido diretor de filmes adultos Michael Ninn, amigo de Eddie.
Em 2009, ele teve uma participação especial na estreia da sétima temporada da sitcom Two and a Half Men, na qual tocou o que se tornaria o riff principal de "As Is" de A Different Kind of Truth.
Em 2009, ele contribuiu guitarra em duas canções, "Not Leaving You Tonight" e "We are the Greatest", do álbum Authentic de LL Cool J.

## Equipamento

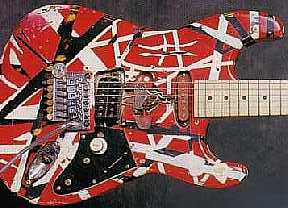
A guitarra de Eddie Van Halen, apelidada por ele de "Frankenstrat"

A composição das guitarras Frankenstrat, construídas por ele mesmo era a seguinte: corpo em madeira de amieiro ou tília (dependendo de cada modelo), braço em madeira de ácer, captador Gibson PAF, retirado de uma Gibson ES-335 e rebobinado à mão por ele mesmo, e ponte Floyd Rose.
Inicialmente utilizou amplificadores Peavey modelo 5150, seguido do modelo 5150 II, passando depois para o Marshall Superlead Plexi, modificados por Jose Arredondo, pedais MXR Chorus, Flanger, Delay, Dynacomp e Phase 90. E nunca deixava a sua harmónica em casa.
Depois de um tempo criou, em parceria com a Music Man, as guitarras Music Man Axis EVH signature, passando depois para as guitarras Peavey Wolfgang, com captadores DiMarzio Custom Made.
A Fender criou uma réplica exata da "Frankenstrat", chamada por Eddie de "My Baby", além de ainda existirem os modelos Charvel EVH. Eddie usava as EVH Wolfgang criadas por sua própria fábrica, em 2009, e amplificador EVH 5150 III.

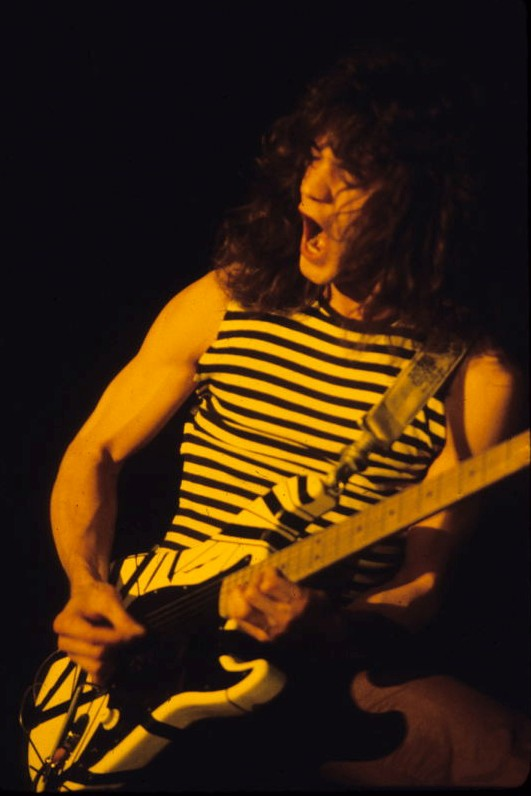
Eddie em New Haven, 1977

A Dunlop criou os seguintes efeitos signature de Eddie:
- MXR Phase 90 EVH
- MXR Flanger EVH
- MXR Crybaby EVH
- MXR EVH 5150 Overdrive[10]

Eddie Van Halen utiliza escalas diatônicas e diversos modos como jônio, dórico, eólio, mixólidio, etc. Também utiliza vários arpejos. Sua técnica utiliza bends, ligados, two hands, alavanca e harmônicos naturais.
Seu primeiro instrumento foi construído por ele mesmo. A Frankenstrat era uma guitarra com corpo Fender Stratocaster 60 e braço em madeira de ácer. Sua primeira pintura foi inteira branca com listras pretas, em 1972. Em 1974 Eddie percebeu que havia muitas guitarras com pinturas parecidas, então pensou: "vou melhorar essa pintura, farei diferente." Teve, então, a ideia de pintá-la inteira de vermelho e aplicar listras brancas e pretas. O corpo da guitarra custou-lhe uns 80 dólares na época e era usado, e o braço uns 50 dólares. Com os captadores ele não teve dúvidas, usou o captador de uma Gibson Flying V. A Fender Musical Instruments Corporation juntou-se a Eddie para fazer uma réplica de sua guitarra, incluindo os detalhes de uso. Eddie aceitou e dedicou 2 anos a este trabalho. O resultado foi uma réplica perfeita em cada detalhe, incluindo lascas nos cantos, riscos, queimaduras de cigarros e até mesmo o captador "neck pickup", que não funciona.

## Morte
No final de 1990, Eddie foi hospitalizado e tratado a um cancro na boca. A cirurgia subsequente extirpou-lhe cerca de um terço da língua. Em 2002 foi declarado como curado. No final de 2019, voltou a ser internado para tratamento ao mesmo tipo de cancro. Morreu, no dia 6 de outubro de 2020, em Santa Mônica, aos 65 anos, dessa mesma patologia.
A causa imediata da morte foi em decorrência de um acidente vascular cerebral (AVC). Segundo o atestado de óbito, o guitarrista sofria de outras doenças, e o câncer já havia se espalhado para outros órgãos. Sua ex-mulher Valerie Bertinelli disse que depois de Eddie anunciar que o câncer estava no cérebro, ela e o filho Wolfgang passaram a se revezar no hospital enquanto seu estado piorava, e ambos, mais Alex e a segunda esposa Janie Liszewski, estavam presentes na morte, em que Eddie disse "eu te amo" para o grupo antes de parar de respirar. Seu corpo foi cremado e as cinzas, jogadas no mar, atendendo a um desejo que Eddie manifestou em vida.